# Güevéjar
Güevéjar es una localidad y municipio español, perteneciente a la provincia de Granada, en la comunidad autónoma de Andalucía, situado en la parte central de la Vega de Granada, a unos 10 km de la capital granadina. Esta localidad limita con los municipios de Cogollos Vega, Nívar, Alfacar, Pulianas, Peligros y Calicasas.

## Demografía
Güevéjar cuenta con una población de 2660 habitantes (INE 2024).
| Gráfica de evolución demográfica de Güevéjar entre 1842 y 2021                                                      |
| |
| Población de derecho según los censos de población del INE Población de hecho según los censos de población del INE |

## Administración y política
Los resultados en Güevéjar de las elecciones municipales celebradas en mayo de 2015 son:
| Elecciones Municipales - Güevéjar (2015) | Elecciones Municipales - Güevéjar (2015)       | Elecciones Municipales - Güevéjar (2015) | Elecciones Municipales - Güevéjar (2015) | Elecciones Municipales - Güevéjar (2015) |
| Partido político                         | Partido político                               | Votos                                    | Votos                                    | Concejales                               |
| ---------------------------------------- | ---------------------------------------------- | ---------------------------------------- | ---------------------------------------- | ---------------------------------------- |
|                                          | Unidos por Güevéjar (UPG)                      | 421                                      | 30,91 %                                  | 4                                        |
|                                          | Partido Socialista Obrero Español (PSOE)       | 405                                      | 29,74 %                                  | 3                                        |
|                                          | Partido Popular (PP)                           | 344                                      | 25,26 %                                  | 3                                        |
|                                          | Izquierda Unida-AS-Güevéjar para la Gente (PG) | 140                                      | 10,28 %                                  | 1                                        |

Los resultados en Güevéjar de las elecciones municipales celebradas en mayo de 2011 son:
| Elecciones Municipales - Güevéjar (2011) | Elecciones Municipales - Güevéjar (2011) | Elecciones Municipales - Güevéjar (2011) | Elecciones Municipales - Güevéjar (2011) | Elecciones Municipales - Güevéjar (2011) |
| Partido político                         | Partido político                         | Votos                                    | Votos                                    | Concejales                               |
| ---------------------------------------- | ---------------------------------------- | ---------------------------------------- | ---------------------------------------- | ---------------------------------------- |
|                                          | Partido Socialista Obrero Español (PSOE) | 485                                      | 33,82 %                                  | 4                                        |
|                                          | Unidos por Güevéjar (UPG)                | 359                                      | 25,03 %                                  | 3                                        |
|                                          | Partido Popular (PP)                     | 350                                      | 24,41 %                                  | 3                                        |
|                                          | Izquierda Unida (IU)                     | 215                                      | 14,99 %                                  | 1                                        |

## Economía

### Evolución de la deuda viva municipal
| Gráfica de evolución de Deuda viva del Ayuntamiento de Güevéjar entre 2008 y 2019                                |
| |
| Deuda viva del Ayuntamiento de Güevéjar en miles de Euros según datos del Ministerio de Hacienda y Ad. Públicas. |